# Vụ bắt cóc Pascagoula
Vụ bắt cóc Pascagoula là một hiện tượng UFO và người ngoài hành tinh bắt cóc được cho là xảy ra vào năm 1973 khi hai người đồng nghiệp Charles Hickson và Calvin Parker đã tuyên bố họ bị người ngoài hành tinh bắt cóc khi đang câu cá ở gần Pascagoula, Mississippi. Vụ việc đã thu hút sự chú ý của các phương tiện truyền thông đại chúng.

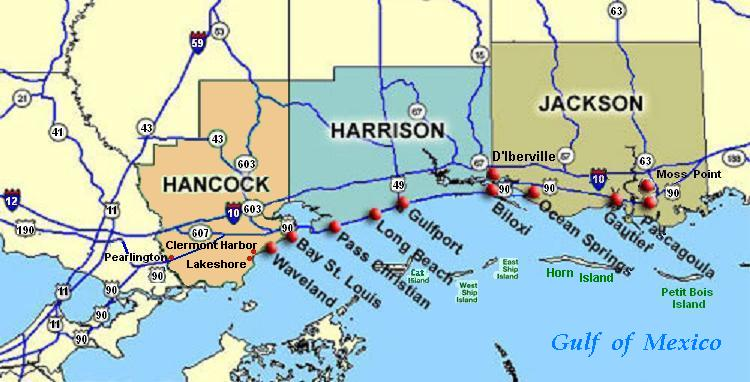
Bản đồ hiển thị tuyến đường bờ biển US 90, kết nối Pascagoula với Ocean Springs, Mississippi.

## Diễn biến vụ bắt cóc
Vào chiều ngày 11 tháng 10 năm 1973, Charles Hickson 42 tuổi và Calvin Parker 19 tuổi đã kể lại cho viên cảnh sát tại trụ sở Cảnh sát trưởng ở Quận Jackson, Mississippi rằng họ đang câu cá trên bến tàu phía tây của sông Pascagoula ở Mississippi thì bất ngờ vang lên một tiếng rít, làm cho họ phải quay đầu lại. Một vật thể thon dài 30–40 feet và cao 8–10 feet với những tia lửa màu xanh da trời nhấp nháy tiến đến phía họ, rồi dừng lại cách mặt đất khoảng 1 m, cửa mở và xuất hiện ba vật gớm ghiếc, "bơi theo không khí". Tầm vóc gần 1,5 m với chiếc đầu dài, không thấy có cổ, những đôi tay dài ngoẵng với phần kết thúc trông tựa như cái kìm. Những con vật này không có quần áo, chỉ có một lớp da màu trắng, nhăn nheo phủ chúng thôi. Đầu hói, mắt là một khe hở, tai là hai cái hình nón nhô ra, ở vị trí của mũi cũng lồi như thế, miệng cũng chỉ là một khe hở. Hai vật này nhấc Hickson lên, vật thứ ba thì chăm sóc Parker đang nằm bất tỉnh nhân sự. Hickson tê liệt, mất cảm giác và mất trọng lượng cơ thể, "được kéo đi" trong không khí về hướng con tàu. Bên trong vật thể có ánh sáng chói không biết từ đâu phát ra. Hickson treo lơ lửng trong không khí, không cựa quậy được tí nào, rơi vào trước cỗ máy giống như "con mắt lớn". Sau đó, như lời Hickson và Parker kể lại là hai người chỉ đường cho "con mắt" đi khắp các ngả, rồi được đưa lên bờ và vật thể thon dài mất hút ngay trước mắt.

## Công khai sự việc
Chỉ trong vòng vài ngày, Pascagoula đã trở thành tâm điểm của một câu chuyện tin tức quốc tế, với các phóng viên tràn ngập thị trấn. Nhà nghiên cứu UFO James Harder của Tổ chức Nghiên cứu Hiện tượng trên Không (Aerial Phenomena Research Organization) và J. Allen Hynek đã đến phỏng vấn cả hai người. Bằng nỗ lực thôi miên một cách khó nhọc và đưa ra kết luận là Hickson và Parker "đã trải nghiệm một hiện tượng ngoài hành tinh", trong khi Hynek tin rằng họ có "một trải nghiệm thực sự đáng sợ". Hickson về sau thường xuất hiện trên các buổi nói chuyện, đăng đàn diễn thuyết và trả lời các cuộc phỏng vấn, và năm 1983 đã sáng tác một cuốn sách tự xuất bản có nhan đề UFO Contact at Pascagoula. Hickson đã đưa ra lời tuyên bố về những cuộc gặp gỡ thêm nữa với người ngoài hành tinh vào năm 1974, xác nhận rằng người ngoài hành tinh nói với họ rằng họ là chủng loài "ôn hòa". Parker sau đó có tham dự những hội nghị toàn quốc về UFO và năm 1993 bắt đầu thành lập một công ty được gọi là "UFO Investigations" để sản xuất các câu chuyện truyền hình về UFO. Charles Hickson qua đời ở tuổi 80 vào ngày 9 tháng 9 năm 2011.

## Hoài nghi tính xác thực
Nhà báo hàng không và người hoài nghi về UFO Philip J. Klass đã tìm thấy "sự khác biệt" trong câu chuyện của Hickson. Khi Hickson làm một cuộc kiểm tra qua máy phát hiện nói dối, cỗ máy xác định rằng Hickson tin tưởng chuyện bắt cóc, nhưng Klass cho rằng cuộc kiểm tra được thực hiện bởi một người vận hành "thiếu kinh nghiệm" và Hickson đã từ chối tham gia một cuộc kiểm tra khác dưới sự điều khiển của một viên cảnh sát giàu kinh nghiệm. Klass đã kết luận trường hợp này chỉ là một trò lừa bịp dựa trên những sai trái này và những sai trái khác. Nhà điều tra hoài nghi Joe Nickell đã viết rằng hành vi của Hickson trông thực "đáng nghi ngờ" và ông ta đã thay đổi hoặc thêm thắt cho câu chuyện của mình khi xuất hiện trên các chương trình truyền hình sau này. Nickell đoán rằng Hickson có thể đã tưởng tượng ra cuộc gặp gỡ với người ngoài hành tinh "trong lúc mơ màng", và thêm rằng sự chứng thực về câu chuyện của Parker có thể là do gợi ý kể từ khi anh ta nói với cảnh sát rằng anh đã "bỏ qua phần đầu vụ việc và lấy lại ý thức không thành công cho đến khi nó kết thúc".